# Acura
Acura je znamka luksuznih in športnih avtomobilov, ki je v lasti japonskega podjetja Honda, vendar je osredotočena na severnoameriški trg.
Začetek prodaje avtomobilov znamke Acura je bil 27. marca 1986 v Združenih državah Amerike oziroma 14. februarja 1987 v Kanadi. Prvotna ponudba je vsebovala le dva modela, limuzino Legend in kompakten avtomobil Integra, ki sta se oba na ostalih trgih prodajala pod znamko Honda.
Ime Acura je izpeljano iz latinskega besednega korena acu, ki pomeni natančnost. Logotip znamke je podoben Hondinemu logotipu ter v obliki črke A upodablja kljunasto merilo kot orodje za natančno delo.
Acura je bila prva znamka nekega japonskega avtomobilskega podjetja, ki je bila ustvarjena kot podružnica za prodajo avtomobilov višjega cenovnega razreda. Po predstavitvi v Severni Ameriki je hitro postala ena najbolj prodajanih znamk luksuznih avtomobilov na trgu Združenih držav Amerike, kjer je v prvih letih prodala več avtomobilov kot uveljavljeni nemški znamki BMW in Mercedes-Benz.
Uspeh Acurinega modela Legend na trgu Združenih držav Amerike je bil navdih še dvema japonskima proizvajalcema avtomobilov, Toyoti in Nissanu, ki sta leta 1989 predstavila lastni znamki luksuznih avtomobilov za severnoameriški trg. Toyotina luksuzna znamka je Lexus, Nissanova pa Infiniti. Obe znamki sta bili desetletje kasneje predstavljeni tudi v Evropi. Honda je medtem z znamko Acura ostala osredotočena na severnoameriški trg, čeprav jo je včasih predstavljala tudi na nekaterih azijskih trgih. Od leta 2004 je znamka Acura prisotna tudi na mehiškem trgu.
Leta 1990 je bil pod znamko Acura v Združenih državah Amerike in Kanadi predstavljen model NSX, ki se je na ostalih trgih prodajal pod znamko Honda. V Severni Ameriki je bil priljubljen, ker je šlo za eksotičen športni kupe s sredinsko nameščenim motorjem, ki se je izkazal za bolj zanesljivega in praktičnega v primerjavi s podobnimi izdelki evropskih proizvajalcev. Kljub vrsti tehnoloških novosti je prodaja avtomobilov znamke Acura v zadnjem desetletju 20. stoletja upadla.
Naslednja rast prodaje je bila zabeležena sredi prvega desetletja 21. stoletja. Takrat je Acura severnoameriškemu trgu predstavila nov oblikovalski slog in vrsto novih modelov avtomobilov, vključno s svojim prvim športnim terencem MDX, limuzinama TSX in TL ter kupejema RSX in CL. Model TSX je bil različica avtomobila, ki se je v Evropi prodajal pod imenom Honda Accord, model RSX pa naslednik modela Integra. Leta 2005 je bila predstavljena limuzina RL kot nov model z vrha ponudbe, pri čemer je šlo za različico avtomobila, ki se je v Evropi prodajal pod imenom Honda Legend. Leta 2007 je bil predstavljen še en športni terenec, imenovan RDX, ki je bil prvi avtomobil na severnoameriškem trgu, ki ga je poganjal Hondin motor s turbopolnilnikom.
Najpomembnejši dogodek v drugem desetletju 21. stoletja je bila predstavitev druge generacije športnega kupeja NSX leta 2015. Pred tem je bila leta 2014 predstavljena nova limuzina TLX, ki je nadomestila modela TSX in TL.